# パイロットフィッシュ (小説)
『パイロットフィッシュ』 (pilot fish) は、大崎善生による日本の恋愛小説。
小説作品としては作者の処女作に当たる作品で、第23回吉川英治文学新人賞を受賞した。続編に、映画化もされた『アジアンタムブルー』がある。
タイトルになっている「パイロットフィッシュ」とは、熱帯魚を飼う前に適した環境にするために飼う魚のこと。

## あらすじ
人は、一度出会った人間と、一度発した言葉と、二度と別れることはできない――。
かつての恋人から19年ぶりにかかってきた電話が、山崎に過去に関わった様々な人や物事を思い出させる。

## 登場人物
山崎 隆二（やまざき りゅうじ）
41歳。文人出版の編集者。アダルト雑誌『月刊エレクト』の編集長。ロングコートチワワのクーとモモを飼っている。
川上 由希子（かわかみ ゆきこ）
山崎が大学時代に3年間付き合ったかつての恋人。既婚者で2人の子持ち。
森本（もりもと）
札幌の高校時代からの山崎の友人で、大学も東京の同じ大学に通っていた。大学卒業後は大手のカメラメーカーの営業マンに。重度のアルコール使用障害で脳をも蝕まれ、入院する。真夜中に度々山崎に電話をかけてくる。
浅川 七海（あさかわ ななみ）
隆二の19歳年下の恋人。中野のコンビニでバイトをする。可奈の友人。
沢井 速雄（さわい はやお）
隆二が入社した当時の『月刊エレクト』編集長。現在は肺癌で入院中。
五十嵐（いがらし）
46歳。文人出版の編集者。長年連れ添った妻に離婚された。ろくに本を読まず、仕事らしい仕事はしないが、読者が求めるエロ写真を選別できる特技があり、「勃起羅針盤」と呼ばれる。
野口 早苗（のぐち さなえ）
文人出版が出している『月刊エレクト』のデザイン担当。
伊都子（いつこ）
由希子の親友。友達の彼氏と寝る癖がある。
高木 正也（たかぎ まさや）
風俗ライター。隆二が『月刊エレクト』をゼロから再構築した際に立ち上げた企画「新宿風俗嬢ストーリー」の立役者。
渡辺（わたなべ）
隆二が大学生時代にバイトをしていたロック喫茶のマスター。妻の聡子共々、大学生だった隆二と由希子を目にかけ、度々自宅に招いてくれた。大韓航空機撃墜事件で亡くなる。
可奈（かな）
歌舞伎町で一番人気だった風俗嬢。「新宿風俗嬢ストーリー」の最終回で取り上げられてから人気に拍車がかかり、やせ細っていった。精神的に参ってしまい、隆二の部屋に転がり込み1カ月ほど居候する。クーとモモとアジアンタムの鉢植えを残して姿を消す。